# Đường cao tốc Liên Vân Cảng – Khorgas
Đường cao tốc Liên Vân Cảng – Khorgas (tiếng Trung: 连云港－霍尔果斯高速公路), được đánh số là G30, thường được gọi là Đường cao tốc Liên Hỏa (tiếng Trung: 连霍高速公路) là một tuyến đường cao tốc ở Trung Quốc với chiều dài 4.243 km (2.636 mi), nối thành phố Liên Vân Cảng (tỉnh Giang Tô) với Khorgas (khu tự trị Tân Cương) ở biên giới với Kazakhstan. Tại Khorgas có cửa khẩu sang Kazakhstan. Đây là đường cao tốc liên tục dài nhất ở Trung Quốc với một ký hiệu bằng số duy nhất, trải dài khắp đất nước từ bờ biển Hoàng Hải phía đông đến biên giới Kazakhstan ở phía tây. Tuyến cao tốc đi qua các tỉnh Giang Tô, An Huy, Hà Nam, Thiểm Tây, Cam Túc và Tân Cương.

Toàn bộ tuyến đường G30 là một phần của đường AH9, ngoài ra, có tuyến đường phía đông từ Liên Vân Cảng tới Tây An được ký hiệu là AH34 trong hệ thống đường Xuyên Á, tuyến đường ở phía Tây từ Tây An đến Khorgas là đoạn tuyến thuộc AH5 và đoạn từ Ürümqi đến Toksun là một phần của tuyến AH4. Một phần của đường cao tốc đi qua hành lang Hà Tây, có ý nghĩa lịch sử quan trọng ở Cam Túc và Tân Cương.

Biển hiệu đường cao tốc G30 (không có tên)
Biển hiệu đường cao tốc G30 (có tên)
Biển hiệu đường cao tốc G30 (có tên bằng tiếng Duy Ngô Nhĩ)

## Hành trình
Đường cao tốc trên đi qua các thành phố sau:
- Liên Vân Cảng, Giang Tô
- Từ Châu, Giang Tô
- Thương Khâu, Hà Nam
- Khai Phong, Hà Nam
- Trịnh Châu, Hà Nam
- Lạc Dương, Hà Nam
- Tam Môn Hiệp, Hà Nam
- Vị Nam, Thiểm Tây
- Tây An, Thiểm Tây
- Bảo Kê, Thiểm Tây
- Thiên Thủy, Cam Túc
- Lan Châu, Cam Túc
- Vũ Uy, Cam Túc
- Trương Dịch, Cam Túc
- Tửu Tuyền, Cam Túc
- Kumul, Tân Cương
- Turfan, Tân Cương
- Ürümqi, Tân Cương
- Xương Cát, Tân Cương
- Thạch Hà Tử, Tân Cương
- Khorgas, Tân Cương

## Tai nạn
Vào ngày 1 tháng 2 năm 2013, một chiếc xe tải chở pháo hoa đã phát nổ trên cầu Nghi Xương trên tuyến cao tốc Liên Vân Cảng – Khorgas, thuộc địa phận huyện Mẫn Trì, Tam Môn Hiệp, Hà Nam, vụ tai nạn khiến một đoạn 80 mét của cầu bị sập. Vụ tai nạn khiến 13 người thiệt mạng và 9 người bị thương.

## Danh sách lối ra

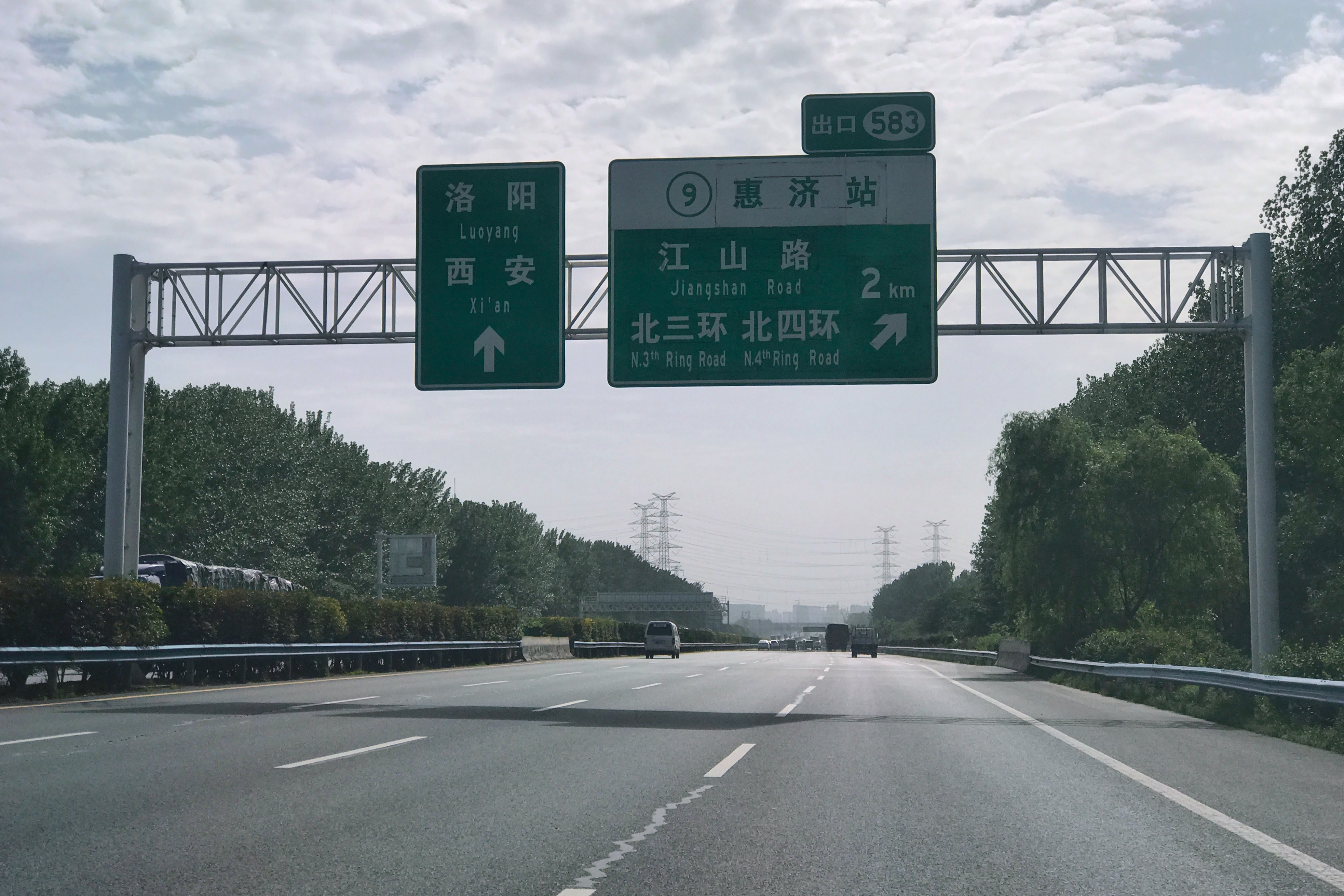
Đường cao tốc G30 gần lối ra Huệ Tế tại Trịnh Châu, Hà Nam

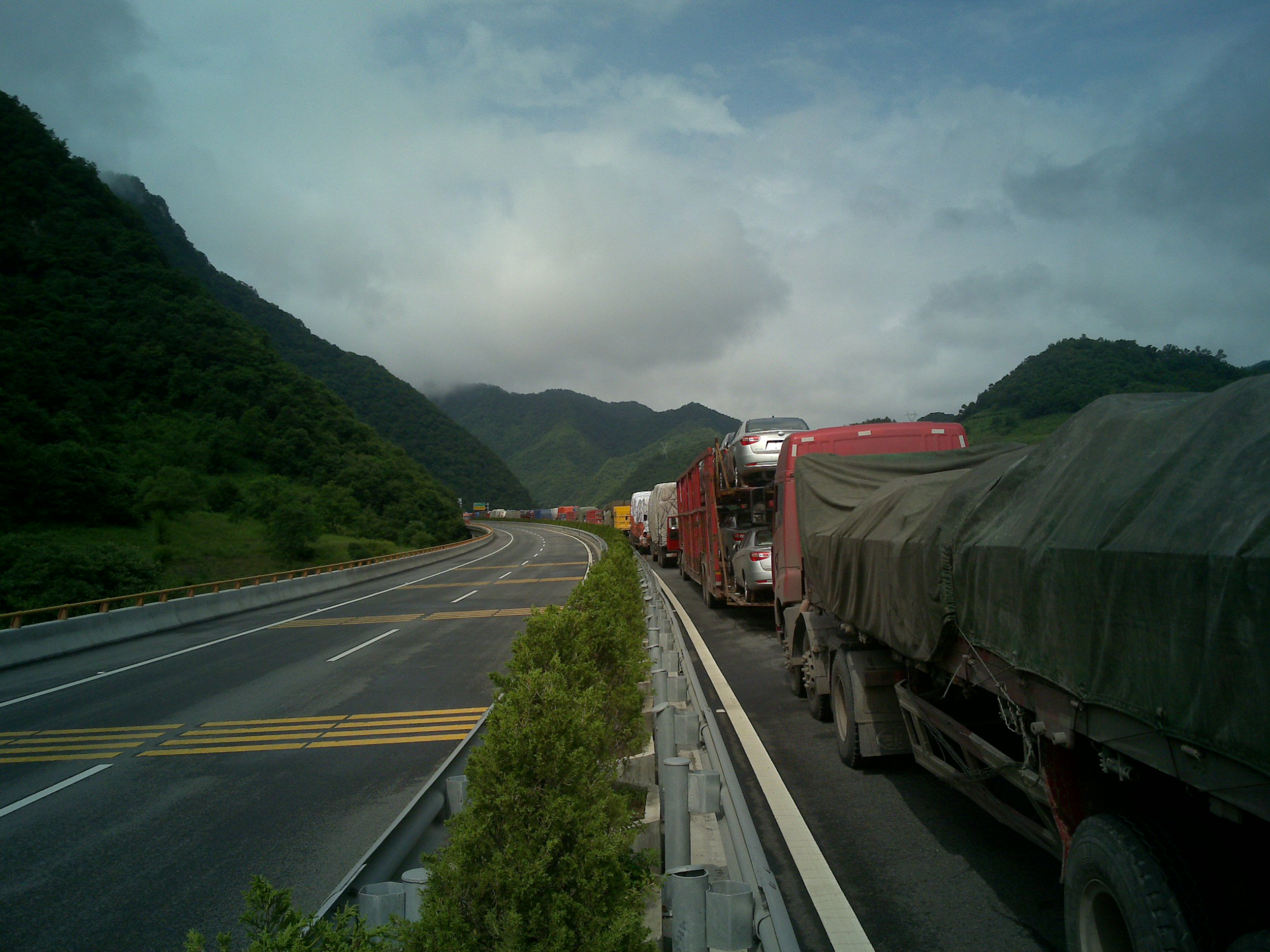
Tắc đường trên cao tốc G30 ở Cam Túc

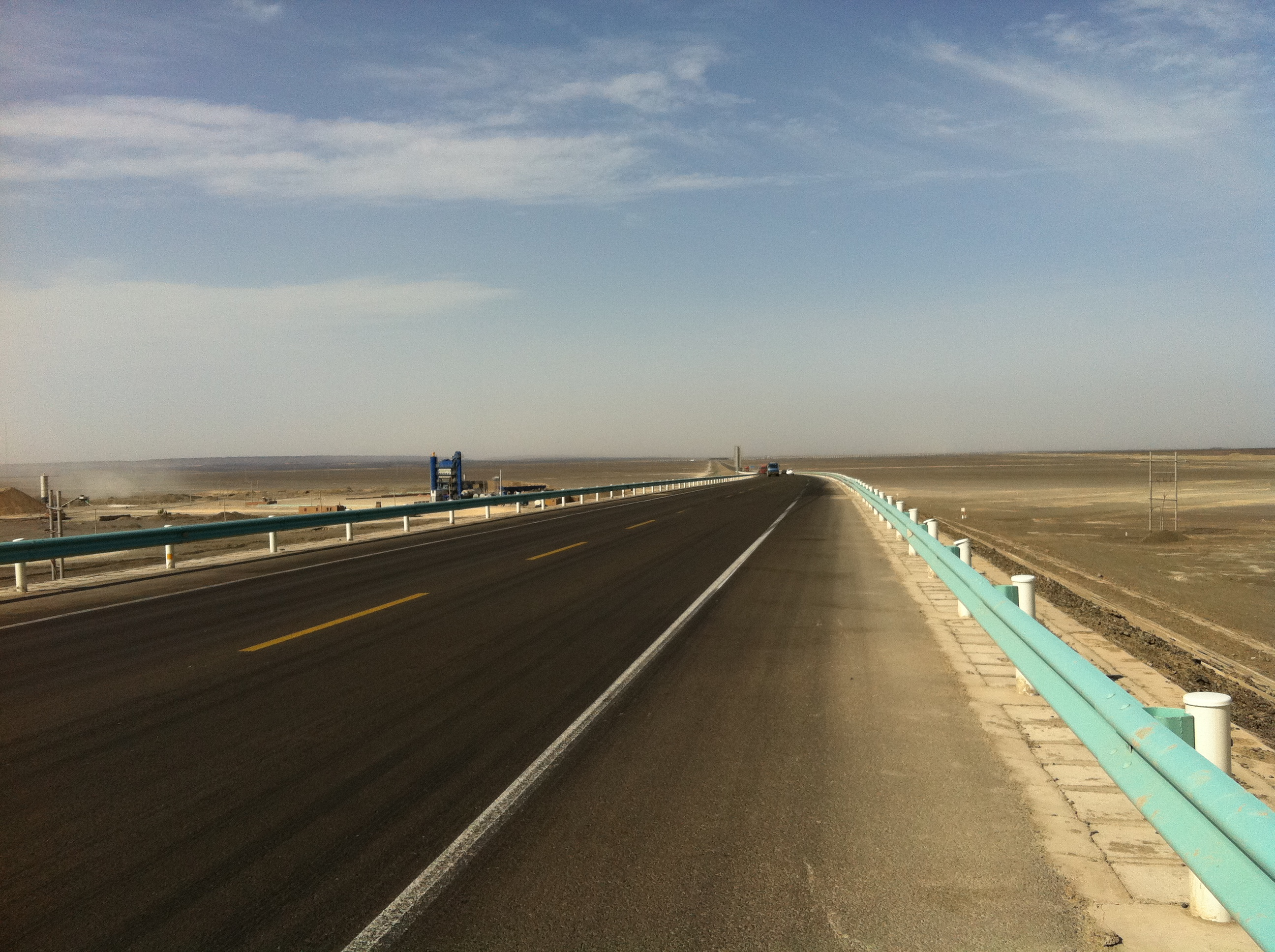
Cao tốc G30 chạy qua Tân Cương

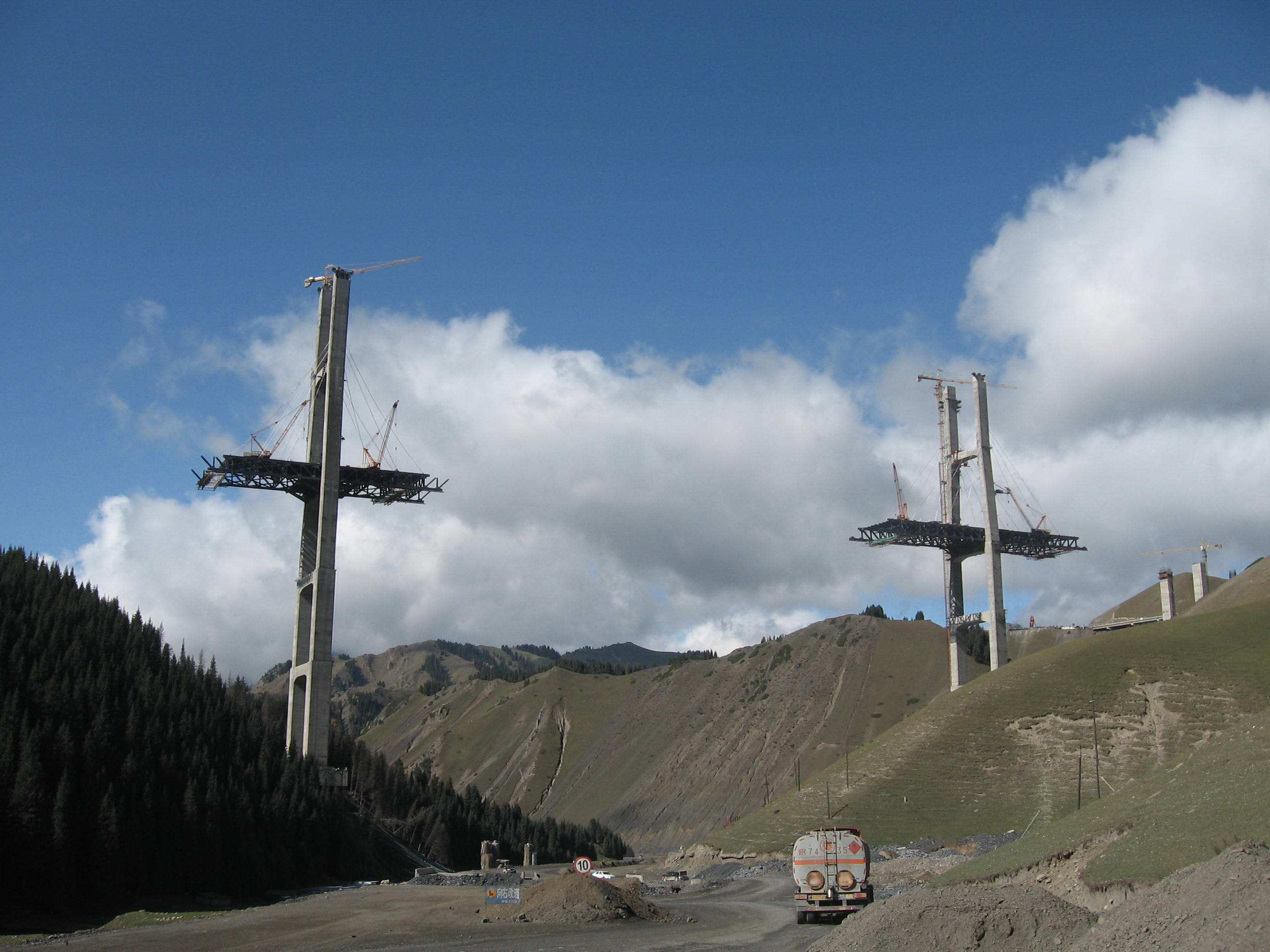
Cầu Guozigou, trong hình đang được xây dựng, là một phần của đường cao tốc chạy qua Tân Cương

| Vị trí                                 | Km                                    | Lối ra                                  | Tên                                                        | Địa điểm                                                                        | Ghi chú                                |
| G30 (Cao tốc Liên Vân Cảng – Khorgas)  | G30 (Cao tốc Liên Vân Cảng – Khorgas) | G30 (Cao tốc Liên Vân Cảng – Khorgas)   | G30 (Cao tốc Liên Vân Cảng – Khorgas)                      | G30 (Cao tốc Liên Vân Cảng – Khorgas)                                           | G30 (Cao tốc Liên Vân Cảng – Khorgas)  |
| -------------------------------------- | ------------------------------------- | --------------------------------------- | ---------------------------------------------------------- | ------------------------------------------------------------------------------- | -------------------------------------- |
| Quận Liên Vân, Liên Vân Cảng, Giang Tô | 0                                     |                                         | Đường West Dike                                            | Đường West Dike                                                                 |                                        |
| Quận Liên Vân, Liên Vân Cảng, Giang Tô |                                       | Đường Dagang – G228, cảng Liên Vân Cảng |                                                            |                                                                                 |                                        |
| Quận Liên Vân, Liên Vân Cảng, Giang Tô |                                       | 5                                       | G310 – Khu vực phát triển Liên Vân Cảng                    | G310 – Khu vực phát triển Liên Vân Cảng                                         | Lối ra hướng Bắc, lối vào từ hướng Nam |
| Quận Hải Châu, Liên Vân Cảng, Giang Tô |                                       | 14                                      | Nút giao Dadaoshan                                         | Đường S73, Cảng Liên Vân Cảng                                                   |                                        |
| Quận Hải Châu, Liên Vân Cảng, Giang Tô | Trạm thu phí Yuwan                    |                                         |                                                            |                                                                                 |                                        |
| Quận Hải Châu, Liên Vân Cảng, Giang Tô |                                       |                                         | Đường Xuxin                                                | Đường Xuxin                                                                     | Đang thi công                          |
| Quận Hải Châu, Liên Vân Cảng, Giang Tô |                                       | 29                                      | Nút giao Ninh Hải                                          | G25 – khu đô thị Liên Vân Cảng, Lâm Nghi, Hoài Âm, Nam Kinh                     |                                        |
| Quận Hải Châu, Liên Vân Cảng, Giang Tô | Trạm dừng nghỉ Jingpingshan           |                                         |                                                            |                                                                                 |                                        |
| Đông Hải, Liên Vân Cảng, Giang Tô      |                                       | 56                                      | Bình Minh                                                  | S267 – Sân bay Bạch Tháp Phụ Liên Vân Cảng, Bình Minh                           |                                        |
| Đông Hải, Liên Vân Cảng, Giang Tô      |                                       | 71                                      | Đông Hải                                                   | S245 – Đông Hải, Phòng Sơn                                                      |                                        |
| Đông Hải, Liên Vân Cảng, Giang Tô      | Trạm dừng nghỉ Đông Hải               |                                         |                                                            |                                                                                 |                                        |
| Đông Hải, Liên Vân Cảng, Giang Tô      |                                       |                                         | Tây Đông Hải                                               | S464 – Đông Hải, Shihu                                                          |                                        |
| Tân Nghi, Từ Châu, Giang Tô            |                                       | 104                                     | Nút giao Tân Nghi                                          | G2 – Lâm Nghi, Hoài Âm                                                          |                                        |
| Tân Nghi, Từ Châu, Giang Tô            |                                       | 110                                     | Nút giao Beigou                                            | Jiangsu S49 – Tú Thiên                                                          |                                        |
| Tân Nghi, Từ Châu, Giang Tô            |                                       | 118                                     | Tân Nghi                                                   | S249 / G311 – Tân Nghi, Tangdian                                                |                                        |
| Tân Nghi, Từ Châu, Giang Tô            |                                       | 126                                     | Tây Tân Nghi                                               | S505 (Đại lộ Guzhen) – Tân Nghi, Yaowan                                         |                                        |
| Tân Nghi, Từ Châu, Giang Tô            | Trạm dừng nghỉ Gangtou                |                                         |                                                            |                                                                                 |                                        |
| Bi Châu, Từ Châu, Giang Tô             |                                       | 148                                     | Đông Bi Châu                                               | Đại lộ Long Hải – Bi Châu                                                       |                                        |
| Bi Châu, Từ Châu, Giang Tô             | Trạm dừng nghỉ Yitang                 |                                         |                                                            |                                                                                 |                                        |
| Bi Châu, Từ Châu, Giang Tô             |                                       | 161                                     | Tây Bi Châu                                                | S250 – Bi Châu, Yitang                                                          |                                        |
| Bi Châu, Từ Châu, Giang Tô             |                                       |                                         | Bayiji                                                     | S271 – Bayiji                                                                   |                                        |
| Thông Sơn, Từ Châu, Giang Tô           |                                       | 191                                     | Dongtan                                                    | S252 – Shanji                                                                   |                                        |
| Thông Sơn, Từ Châu, Giang Tô           | Trạm dừng nghỉ Shaolou                |                                         |                                                            |                                                                                 |                                        |
| Thông Sơn, Từ Châu, Giang Tô           |                                       | 213                                     | Nút giao Lâm Đông                                          | G2513 – Tây Từ Châu, Tế Nam, Tú Thiên, Hoài Âm, sân bay quốc tế Quan Âm Từ Châu |                                        |
| Vân Long, Từ Châu, Giang Tô            |                                       | 218                                     | Từ Châu                                                    | G104 – Từ Châu                                                                  |                                        |
| Thông Sơn, Từ Châu, Giang Tô           | Trạm dừng chân Bizhuang               | Trạm dừng chân Bizhuang                 | Trạm dừng chân Bizhuang                                    | Trạm dừng chân Bizhuang                                                         |                                        |
| Thông Sơn, Từ Châu, Giang Tô           |                                       | 230                                     | Nam Từ Châu                                                | G206 – Thông Sơn                                                                |                                        |
| Thông Sơn, Từ Châu, Giang Tô           |                                       | 235                                     | Nút giao Luogang                                           | G3 – Tây Từ Châu, Tế Ninh, Phong, Bái                                           | Điểm cuối đồng thời với tuyến đường G3 |
| Thông Sơn, Từ Châu, Giang Tô           | Trạm thu phí Ranh giới Suwan          |                                         |                                                            |                                                                                 |                                        |
| Tiêu, Tô Châu, An Huy                  |                                       | 242                                     | Nút giao Zhuxuzi                                           | G3 / S301 – Hoài Bắc, Tô Châu, phía đông huyện Tiêu                             | Điểm cuối đồng thời với tuyến đường G3 |
| Tiêu, Tô Châu, An Huy                  |                                       |                                         | Nam Tiêu                                                   | S202 – Tiêu, Hoài Bắc                                                           |                                        |
| Tiêu, Tô Châu, An Huy                  | Trạm dừng nghỉ Wangzhai               |                                         |                                                            |                                                                                 |                                        |
| Tiêu, Tô Châu, An Huy                  |                                       |                                         | Zhangzhuangzhai                                            | S101 – Zhangzhuangzhai                                                          |                                        |
| Tiêu, Tô Châu, An Huy                  | Trạm thu phí Ranh giới Yuwan          |                                         |                                                            |                                                                                 |                                        |
| Vĩnh Thành, Thương Khâu, Hà Nam        | Trạm dừng nghỉ Ranh giới Yuwan        | Trạm dừng nghỉ Ranh giới Yuwan          | Trạm dừng nghỉ Ranh giới Yuwan                             | Trạm dừng nghỉ Ranh giới Yuwan                                                  |                                        |
| Vĩnh Thành, Thương Khâu, Hà Nam        | 296,6                                 | 296                                     | Mangdangshan                                               | S201 – Núi Mangdang, Mangshan                                                   |                                        |
| Vĩnh Thành, Thương Khâu, Hà Nam        |                                       | 297                                     | G0321 – Nãng Sơn, Vĩnh Thành                               | G0321 – Nãng Sơn, Vĩnh Thành                                                    |                                        |
| Hạ Ấp, Thương Khâu, Hà Nam             | Trạm dừng nghỉ Hạ Ấp                  | Trạm dừng nghỉ Hạ Ấp                    | Trạm dừng nghỉ Hạ Ấp                                       | Trạm dừng nghỉ Hạ Ấp                                                            |                                        |
| Hạ Ấp, Thương Khâu, Hà Nam             | 328                                   | 328                                     | Hạ Ấp                                                      | X060 – Hạ Ấp                                                                    |                                        |
| Ngu Thành, Thương Khâu, Hà Nam         | 357                                   | 357                                     | Ngu Thành                                                  | S203 – Ngu Thành                                                                |                                        |
| Ngu Thành, Thương Khâu, Hà Nam         |                                       | 363                                     | G35 – Đông Thương Khâu, Bạc Châu                           | G35 – Đông Thương Khâu, Bạc Châu                                                |                                        |
| Tuy Dương, Thương Khâu, Hà Nam         | 375,6                                 | 375                                     | Nam Thương Khâu                                            | G105 – (Đường dẫn) – Thương Khâu                                                |                                        |
| Tuy Dương, Thương Khâu, Hà Nam         | Trạm dừng nghỉ Thương Khâu            |                                         |                                                            |                                                                                 |                                        |
| Tuy Dương, Thương Khâu, Hà Nam         | 384,5                                 | 384                                     | Thương Khâu                                                | S206 – (Đường Bình Nguyên) – Thương Khâu                                        |                                        |
| Lương Viên, Thương Khâu, Hà Nam        |                                       | 388                                     | Henan S81 – Tây Thương Khâu, Chu Khẩu                      | Henan S81 – Tây Thương Khâu, Chu Khẩu                                           |                                        |
| Lương Viên, Thương Khâu, Hà Nam        |                                       | 396                                     | Sân bay Thương Khâu                                        | Henan S60 / Henan S325 – Đăng Phong, Guantang                                   |                                        |
| Ninh Lăng, Thương Khâu, Hà Nam         | 411,9                                 | 412                                     | Ninh Lăng                                                  | S210 – Ninh Lăng                                                                |                                        |
| Ninh Lăng, Thương Khâu, Hà Nam         | Trạm dừng nghỉ Ninh Lăng              |                                         |                                                            |                                                                                 |                                        |
| Dân Quyền, Thương Khâu, Hà Nam         | 435                                   | 435                                     | Dân Quyền                                                  | S211 – Dân Quyền                                                                |                                        |
| Dân Quyền, Thương Khâu, Hà Nam         |                                       | 440                                     | Henan S82 – Kỷ, Trịnh Châu                                 | Henan S82 – Kỷ, Trịnh Châu                                                      |                                        |
| Dân Quyền, Thương Khâu, Hà Nam         | Trạm dừng nghỉ Dân Quyền              |                                         |                                                            |                                                                                 |                                        |
| Lan Khảo, Khai Phong, Hà Nam           | 470                                   | 470                                     | Lan Khảo                                                   | G106 / G310 – Lan Khảo                                                          |                                        |
| Lan Khảo, Khai Phong, Hà Nam           |                                       | 481                                     | G1511 / Henan S83 – Hà Trạch, Tế Nam, Hứa Xương, Nam Dương | G1511 / Henan S83 – Hà Trạch, Tế Nam, Hứa Xương, Nam Dương                      |                                        |
| Tường Phù, Khai Phong, Hà Nam          | 493,2                                 | 493                                     | Đông Khai Phong                                            | S213 / – Duliang                                                                |                                        |
| Tường Phù, Khai Phong, Hà Nam          |                                       | 500 A-B                                 | G45 / – Phong Khâu, Bộc Dương, Chu Khẩu                    | G45 / – Phong Khâu, Bộc Dương, Chu Khẩu                                         |                                        |